# BRM P207
O  P207  é o modelo da BRM da temporada de 1977 da F1. Foi guiado por Larry Perkins, Conny Andersson, Guy Edwards e Teddy Pilette.